# Eve Gil
Evelina Gil, (Hermosillo, 1968) mejor conocida como La Eve o Eve Gil es una narradora, ensayista y novelista feminista mexicana. 

## Trayectoria
Estudió literaturas hispánicas en la Universidad de Sonora; empezó a escribir a los 13 años y a los 14 imprimió su primera novela en mimeógrafo y la vendió entre sus compañeras.

### Estilo
En las novelas de Eve destacan dos vertientes: el realismo mánguico o mánguiko, donde convergen el mundo del manga y anime japonés con la realidad mexicana en narraciones dirigidas a jóvenes mexicanos. Y sus obras para adultos en las cuales celebra los erotismos femeninos y las sexualidades transgresoras; denuncia  la violencia misógina, el sexo forzado, la falta de educación sexo-afectiva y el abuso del poder.  En ambas vertientes expone la diversidad cultural, funcional y sexo-genérica frente a la intolerancia, los prejuicios y el conservadurismo.
Francesca Gargallo declara que la obra de Gil cuenta:
...con un reconocimiento público que se amplía cuando propone la novela mánguika y se restringe cuando toca las venas más sutiles de la injusticia misógina, en sus facetas emotivas, sociales, legales y culturales. 
Y, por otra parte Violeta García Esparza expresa que:
 Los libros de Gil, sin distinción del género que se trate, se caracterizan por un acendrado tono justiciero (lo justo en las palabras, si se quiere) que tiene que ver con la manera en que las mujeres se han mostrado a sí mismas a través de la escritura y, libro con libro, se ha convertido en algo que podríamos llamar ficción filosófica. 
Además de novelas, Gil se desenvuelve en la narración corta, ensayo y periodismo cultural. Ha publicado ensayos narrativos que tienen espíritu de cuento, reportajes, entrevistas e historias sobre mujeres creadoras de literatura, tema al que se ha dedicado desde que descubrió que en los cursos y bibliografía de la carrera de literaturas hispánicas no se incluía a mujeres literatas.  Su encuentro con Francesca Gargallo fue determinante para que se asumiera como feminista y escribiera desde el feminismo.
Ha colaborado en  revistas como Casa del Tiempo, El Universo del Búho, Etcétera, SaberVer, Siempre!, Tierra Adentro y ViceVersa;  ha mantenido columnas y secciones en suplementos culturales como Arena (Excélsior), Hoja por Hoja (Reforma), La Jornada Semanal, Laberinto (Milenio), Ovaciones en la Cultura y Perfiles (El Imparcial); así como también, mantuvo el blog literario La trenza de Sor Juana, creado en el suplemento cultural de Excelsior.

## Obras
- Raíz y canto (1995)
- Hombres necios (1996)
- El suplicio de Adán (1997, 2017)
- Réquiem por una muñeca rota (Cuento para asustar al lobo) (2000, 2013)
- Cenotafio de Beatriz (2005)
- Sueños de Lot  (2007)
- Jardínes repentinos en el desierto : paisaje y carácter sonorense en la narrativa mexicana (2007)
- Virtus. El espectáculo más grande (2008)
- La reina baila hasta morir (2008)
- Sho-shan y la Dama Oscura  (2009)
- La nueva ciudad de las damas (2009)
- El perrito de lady Chatterley: cuentos casi completos y un bonus (2009)
- Tinta Violeta. Sho-shan segunda temporada  (2011)
- Doncella Roja. Sho-shan y la dama oscura tercera temporada   (2013)
- Evaporadas, las chicas malas de la literatura (2018)
- Borrada de Dublín (2019)
- Las calladas del Boom  (2024)[10]

## Premios y reconocimientos
Algunos premios y reconocimientos que la escritora ha recibido son:
- Mención honorífica en el Certamen Nacional de Poesía Anita Pompa de Trujillo (1993)
- Premio La Gran Novela Sonorense por Hombres necios (1993 )
- Mención honorífica en el Concurso del Libro Sonorense, género dramaturgia, por Electra masacrada (1993 )
- Premio Nacional de Periodismo Juvenil Fernando Benítez (1994).
- Premio El Libro Sonorense por El suplicio de Adán (1996)
- Mención honorífica en el Certamen Binacional de Novela Border of Words 2001
- Premio El Libro Sonorense en ensayo por Jardines repentinos del desierto. Paisaje y carácter sonorenses en la narrativa mexicana del siglo XX (2006)
- Premio Nacional de Cuento Efraín Huerta por Sueños de Lot (2006)